# Orest Zibacinschi
Orest Zibacinschi (n. 15 mai 1912, Cernăuți, Austro-Ungaria – d. 13 septembrie 1993, Sydney, Noul Wales de Sud, Australia) a fost un activist ultranaționalist ucrainean, care a activat în Regatul României. Născut în Cernăuți, în Bucovina de Nord, acesta a participat la Războiul de Independență al Ucrainei. Odată cu Unirea Bucovinei cu România, acesta a ajuns unul dintre cei mai înverșunați critici ai „ocupației române”, militând pentru desprinderea Bucovinei de România. A fost unul dintre fondatorii filialei locale a ONU. Cu toate acestea, după ocupația sovietică a Bucovinei de Nord, el s-a mutat în Bucovina de Sud. Ulterior, s-a autoexilat, decedând în anul 1993 în Australia. 